# Euthalia phemius
Euthalia phemius är en fjärilsart som beskrevs av Doubleday 1848. Euthalia phemius ingår i släktet Euthalia och familjen praktfjärilar. Inga underarter finns listade i Catalogue of Life.

## Bildgalleri

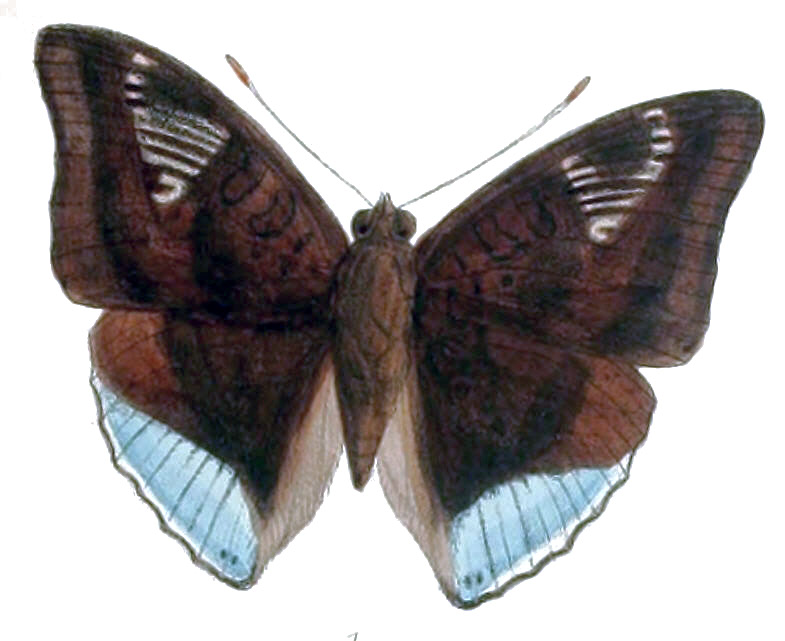
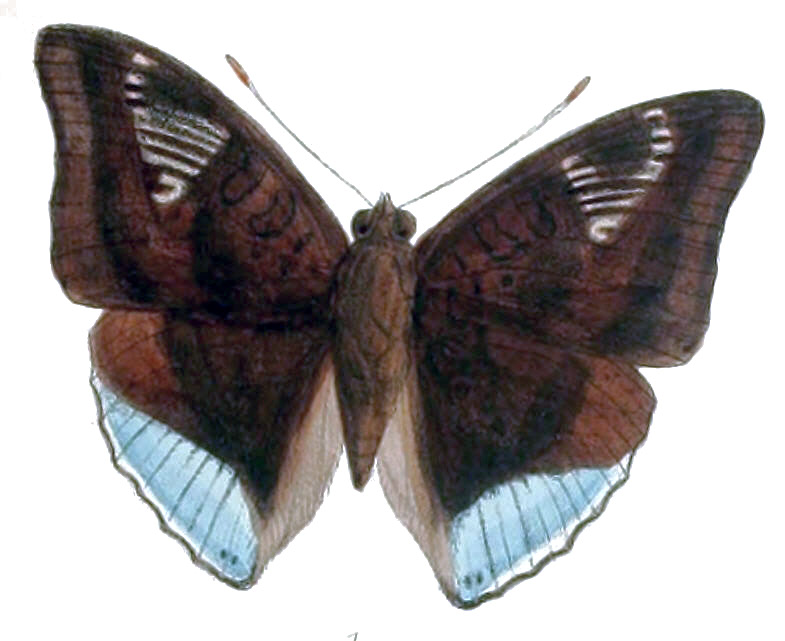